# Jacqueline de Luxembourg
Jacqueline de Luxembourg, morte en 1511, est une noble française du XVe et du début du XVIe siècle. Elle est la fille aînée de Louis de Luxembourg-Saint-Pol, comte de Brienne, et de Jeanne de Bar.
Charles le Téméraire, organise en 1455 le mariage de  Jacqueline avec Philippe Ier de Croÿ, son compagnon d'armes avec qui il a été élevé.  Le comte Louis de Luxembourg-Saint-Pol, père de Jacqueline, est tellement opposé au mariage de sa fille qu'il l'a fait enfermer. Philippe de Croÿ enlève Jacqueline, fait barrer toutes les routes aux frontières du Luxembourg et l'épouse. Louis de Luxembourg envoie son armée pour récupérer sa fille, puis est contraint d'y renoncer quand Philippe de Croÿ fait publier que le mariage a déjà été consommé.

## Descendance
Philippe Ier de Croÿ et Jacqueline de Luxembourg ont trois enfants :
- Henri de Croÿ (mort en 1514), qui épouse Charlotte de Chateaubriand (morte en 1509) dont il a
  - Philippe II de Croÿ, duc d'Ærschot (1496-1549)
  - Guillaume de Croÿ (archevêque) (1497-1521)
- Antoine de Croÿ, évêque de Thérouanne, mort le 21 septembre 1495 à Chypre où il est inhumé.
- Guillaume de Croÿ (1458-1521), seigneur de Chièvres, précepteur de l’infant Charles V, resté sans descendance.